# Office des Emissions de Timbres-Poste
Das Office des Emissions de Timbres-Poste (O.E.T.P., deutsch Behörde für die Ausgabe von Postwertzeichen) ist eine Behörde im Geschäftsbereich des Departments für Finanzen und Ökonomie (Département des Finances et de l'Économie) mit Sitz in Monaco und gibt die monegassischen Briefmarken heraus.

## Vor der Gründung
Das Fürstentum Monaco verfügt nicht über eine eigene Post. Seit dem französisch-monegassischen Freundschaftsvertrag von Péronne (1640) führt stattdessen Frankreich die Briefbeförderung auf dem Gebiet von Monaco durch, nur unterbrochen von den Perioden der französischen Revolution von 1793 bis 1814 und des sardischen Protektorats von 1815 bis 1860. Einzelheiten hierzu regelt seit dem 9. November 1865 die Nachbarschaftskonvention (Convention de voisinage), die noch heute in Kraft ist.
Wurden in den 1850er Jahren in Monaco noch sardische Briefmarken verwendet, wurden diese 1860 durch unperforierte französische Briefmarken ersetzt. Ab Juli 1885 gab Monaco, um seine Souveränität zu unterstreichen, eigene Briefmarken heraus, die für die in Monaco abgehende Post verpflichtend zu verwenden waren.
Um die Bedürfnisse der Briefmarkensammler nach Abonnements der Neuauflagen zu befriedigen, wurde am 6. November 1937 von Prinz Louis II. das Office des Emissions de Timbres-Poste gegründet; Gründungsdirektoren waren Henry Gamerdinger und Hyacinthe Chiavassa.

## Seit der Gründung
Seit 1949, als Rainier III. den Thron bestieg, entscheidet der Fürst persönlich und auf Vorschlag des Direktors des O.E.T.P. über die Themen, Motive und Farben der monegassischen Briefmarken. Der Fürst hatte eine umfangreiche Sammlung angelegt, die heute im Briefmarken- und Münzmuseum von Monaco ausgestellt wird.
In internationalen Postinstitutionen wird das Fürstentum durch den Ständigen Delegierten bei internationalen Organisationen und durch den Direktor der OETP (Beitritt zum Weltpostverein 1955 und PostEurop 1993) vertreten. Das französisch-monegassische Abkommen vom 18. Mai 1963 regelt die "Post-, Telegrafen- und Telefonbeziehungen". Sie wurde trotz der Abschaffung des Telegrafen und der Privatisierung des Telefons (1996) fortgesetzt; verschiedene in Betracht gezogene postalische Änderungen könnten zu einer Überarbeitung des aktuellen Textes führen. In seiner besten Zeit (1985) hatte das O.E.T.P. 35.000 Abonnenten, heute ist ihre Zahl auf 20.000 zurückgegangen.